# АЕС Пенлі
АЕС Пенлі (фр. Centrale nucléaire de Penly) — атомна електростанція, розташована на території комун Сен-Мартен-ан-Кампань і Пенлі на узбережжі Ла-Маншу, між Ле-Трепором (за 20 км на північному сході) і Дьєппом (за 15 км на південному заході), за 70 км від Руана в департаменті Приморська Сена. 
Експлуатуючою організацією станції є L'électricité de France .
АЕС Пенлі оснащена двома реакторами типу PWR. Для охолодження використовується вода з Ла-Маншу.
У січні 2009 року уряд Франції оголосив, що на АЕС Пенлі буде додатково встановлений реактор третього покоління EPR. Початком будівництва був оголошений 2012 рік, а роком запуску – 2017. Однак події на АЕС Фукусіма-1 в Японії поставили під сумнів подальший розвиток атомної енергетики Франції і проект будівництва третього реактора на АЕС Пенлі був відкладений на невизначений термін. Тим не менш, програми розкрутки ідеї будівництва третього реактора продовжують проводитися серед місцевого населення.

## Інформація по енергоблоках
| Енергоблок | Тип реакторів     | Потужність | Потужність | Початок будівництва | Фізпуск    | Підключення до мережі | Введення в експлуатацію | Закриття |
| Енергоблок | Тип реакторів     | Чиста      | Брутто     | Початок будівництва | Фізпуск    | Підключення до мережі | Введення в експлуатацію | Закриття |
| ---------- | ----------------- | ---------- | ---------- | ------------------- | ---------- | --------------------- | ----------------------- | -------- |
| Пенлі-1    | PWR, P'4 REP 1300 | 1330 МВт   | 1382 МВт   | 01.09.1982          | 01.04.1990 | 04.05.1990            | 01.12.1990              | —        |
| Пенлі-2    | PWR, P'4 REP 1300 | 1330 МВт   | 1382 МВт   | 01.08.1984          | 10.01.1992 | 04.02.1992            | 01.11.1992              | —        |